# 松山高等商業学校
| 松山高等商業学校 （松山高商） | 松山高等商業学校 （松山高商） |
| ----------------------------- | ----------------------------- |
| 創立                          | 1923年                        |
| 所在地                        | 愛媛県松山市                  |
| 初代校長                      | 加藤彰廉                      |
| 廃止                          | 1951年                        |
| 後身校                        | 松山商科大学 （現・松山大学） |
| 同窓会                        | 温山会                        |

松山高等商業学校（まつやまこうとうしょうぎょうがっこう）は、1923年（大正12年）に設立された私立の旧制専門学校。通称は松山高商。
なお、この項目では改称後の松山経済専門学校（-けいざいせんもんがっこう）についても記述する。

## 概要
- 初の地方立地の私立高等商業学校として発足した[1]。
- 校訓として「三実」（実用、忠実、真実）を掲げていた[2]。
- 昭和初頭の不況下でも卒業生の就職実績は良好だった[3]。
- 私立高商ではあったが官立高商に比肩するほどの教育内容を整え、「東に大倉、西に松山」[2]と謳われた。
- 太平洋戦争中に松山経済専門学校（松山経専）と改称し、工専に転換した福知山高等商業学校の生徒を受け入れた。
- 戦後の学制改革時に国立移管説が取り沙汰されたが[4]、私立の新制大学に移行し松山商科大学となった（現・松山大学）。
- 卒業生により同窓会「温山会」が組織されている。

## 三恩人

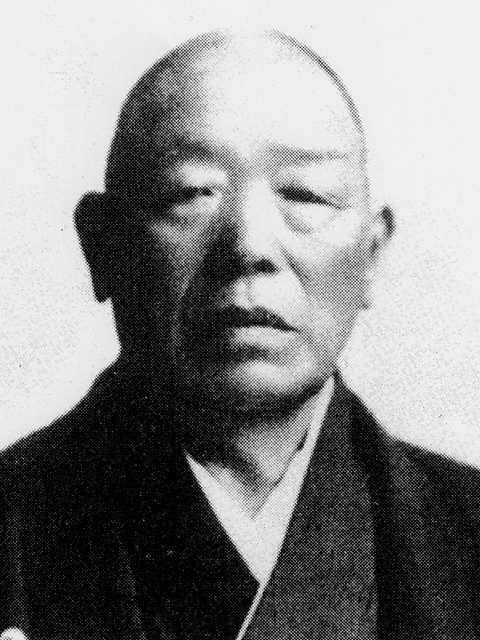
新田長次郎

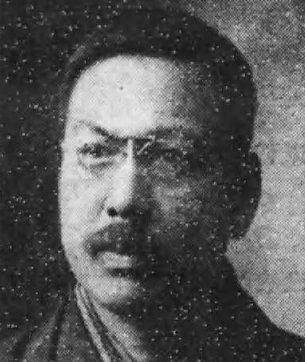
加藤恒忠

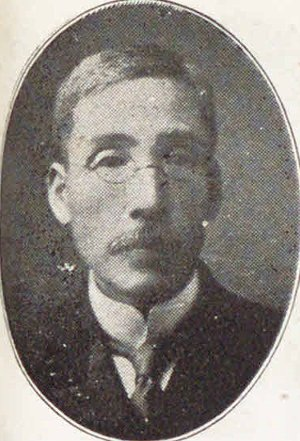
加藤彰廉

今日の松山大学では、松山高等商業学校の設立に寄与した新田長次郎、加藤恒忠、加藤彰廉を「三恩人」と呼んでいる。
- 新田長次郎 - 号は温山。実業家、新田帯革製造所創業者。松山高商設立時に巨額の私財を投じた。
- 加藤恒忠 - 号は拓川。松山市長。松山高商設立発起人に名を連ね、新田長次郎と加藤彰廉を結ぶパイプ役を果たしたが、開校直前に病でこの世を去った。
- 加藤彰廉 - 松山高商初代校長。「松山の福沢先生」[6]「伊予の福沢諭吉翁」[7]と呼ばれた教育者。

## 校訓「三実」
現在の松山大学にも受け継がれている校訓「三実」が発表されたのは1926年3月8日の第1回卒業式における加藤彰廉校長の祝辞が最初で、翌年に制定された校歌の歌詞にも校訓三実の文言が盛り込まれた。
一、実用 Useful
一、忠実 Faithful
一、真実 Truthful
しかし、1939-40年頃になると「校訓三実主義の内容如何と云うことがようやく問題になり始めた。加藤校長逝去後に来任した教員が多くなつたこと、校訓制定以来十五年を経、加藤校長逝去後でも七年を経過していて、校訓の再検討を要する時期にもなつた」ため、第3代校長田中忠夫によって三実主義の明文化と確定解釈が行われ、昭和16年度の生徒要覧に発表した。
真実――とは真理に対するまことである。皮相な現象に惑溺しないで進んでその奥に真理を探り、枯死した既成知識に安住しないでたゆまず自ら真知を求め、伝統的陋習を一擲して潔く真理に殉ぜんとする態度のことである。換言すれば旺盛なる「科学する心」に外ならない。
実用――とは用に対するまことである。広い意味では真理を真理のままに終らせないで、必ず之を生活の中に生さんとする積極進取の実践的態度である。最近叫ばれつつある日本的真理探究の運動も、日本的用を重しとする清新な実用主義であるといふてよいが、本校のそれは、更に一歩を進めて、自己の職域に対する用を求めんとするもので、最も切実旺盛な実践的態度である。
忠実――とは人に対するまことである。人のために図つては己を虚うし、人と交わりを結んでは終生操を変えず、自分の言行に対してはどこまでも責任をとらんとする重厚な態度のことである。かくて深く人を信ずると共に、人をしても潔く己を信ぜしめ、信を以て人と人とを結ばんとする清く温かき情誼の精神である。

## 年表

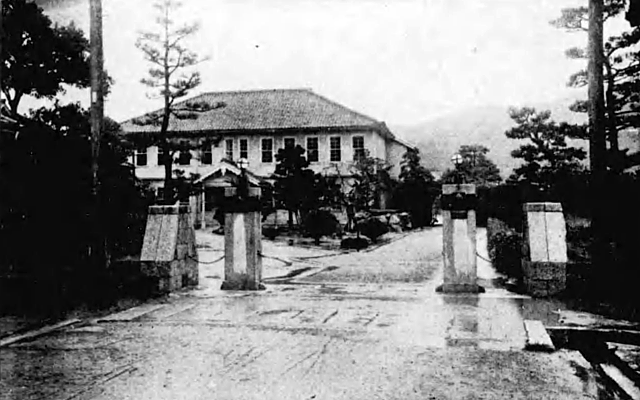
仮校舎（北予中学校）

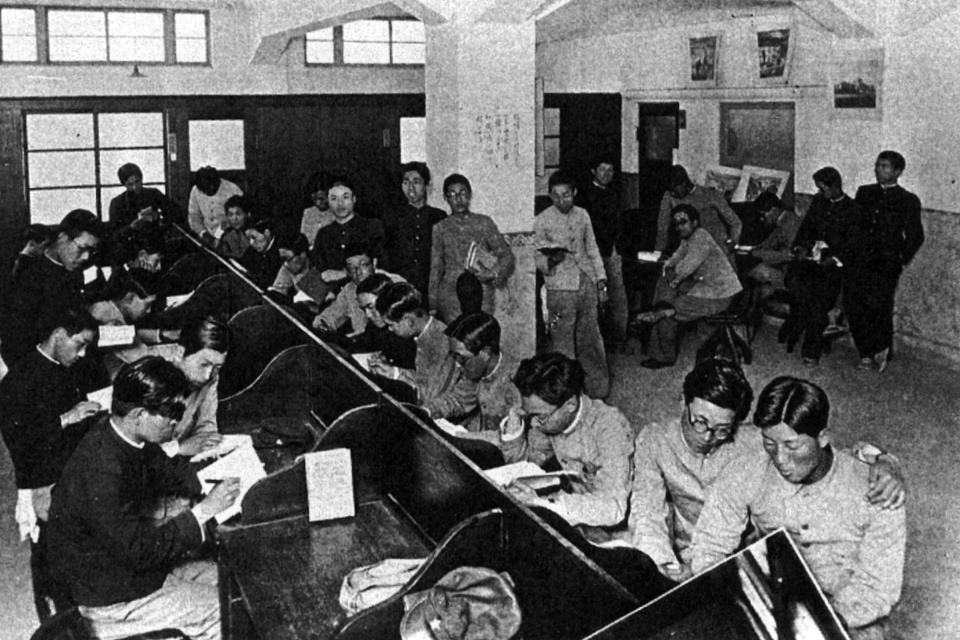
図書閲覧室

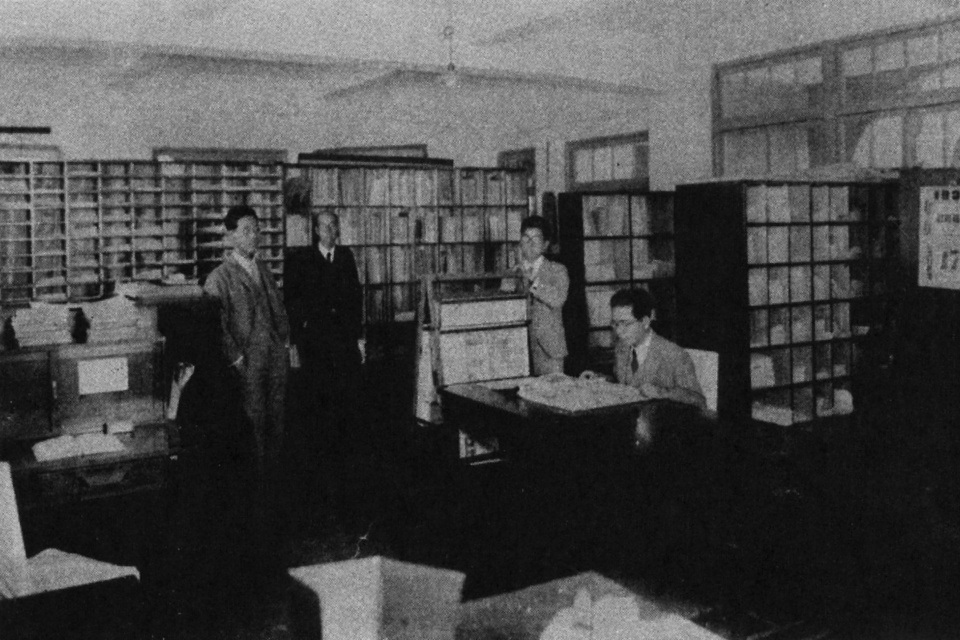
商事調査室

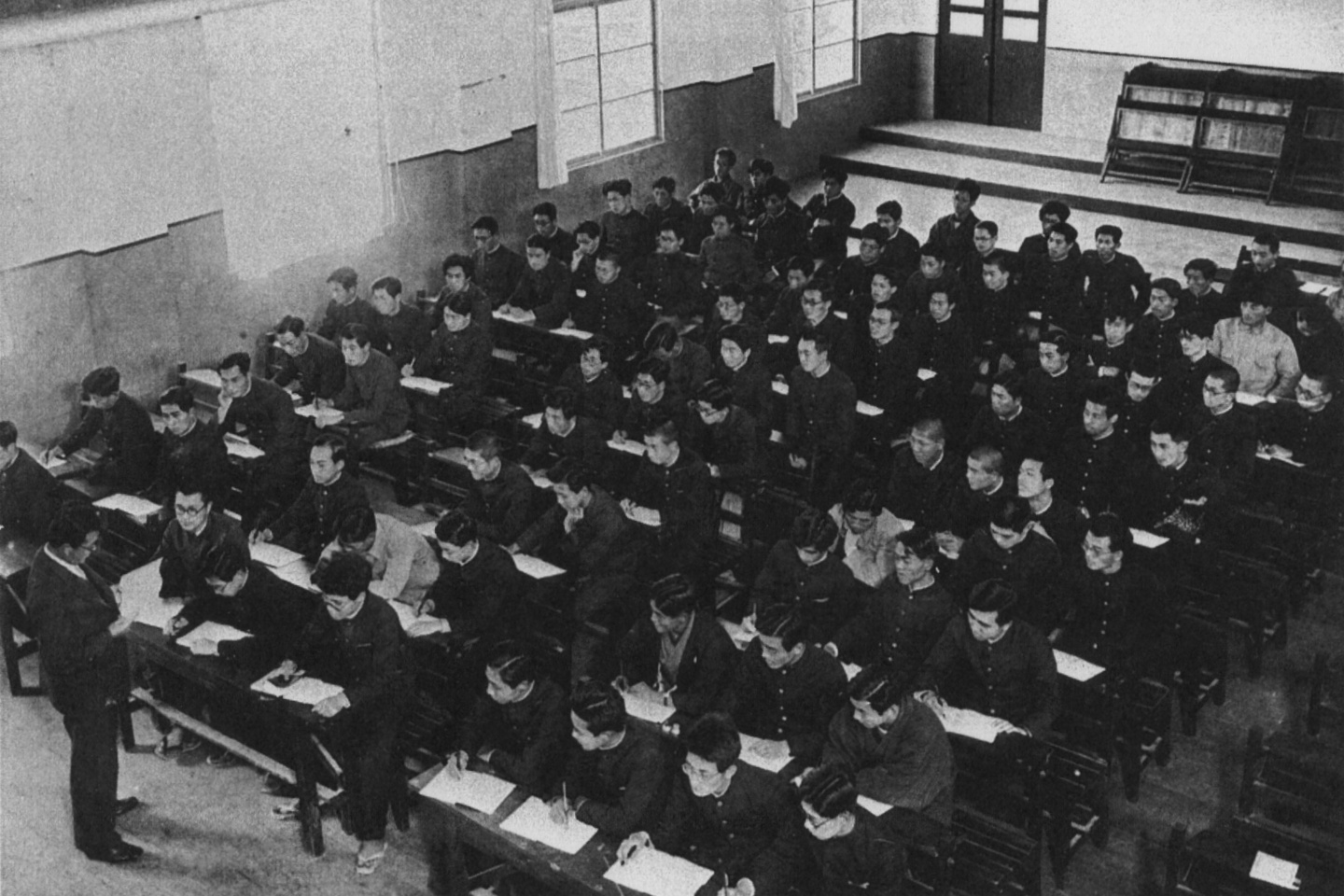
星野通（のちの松山商大学長）の講義

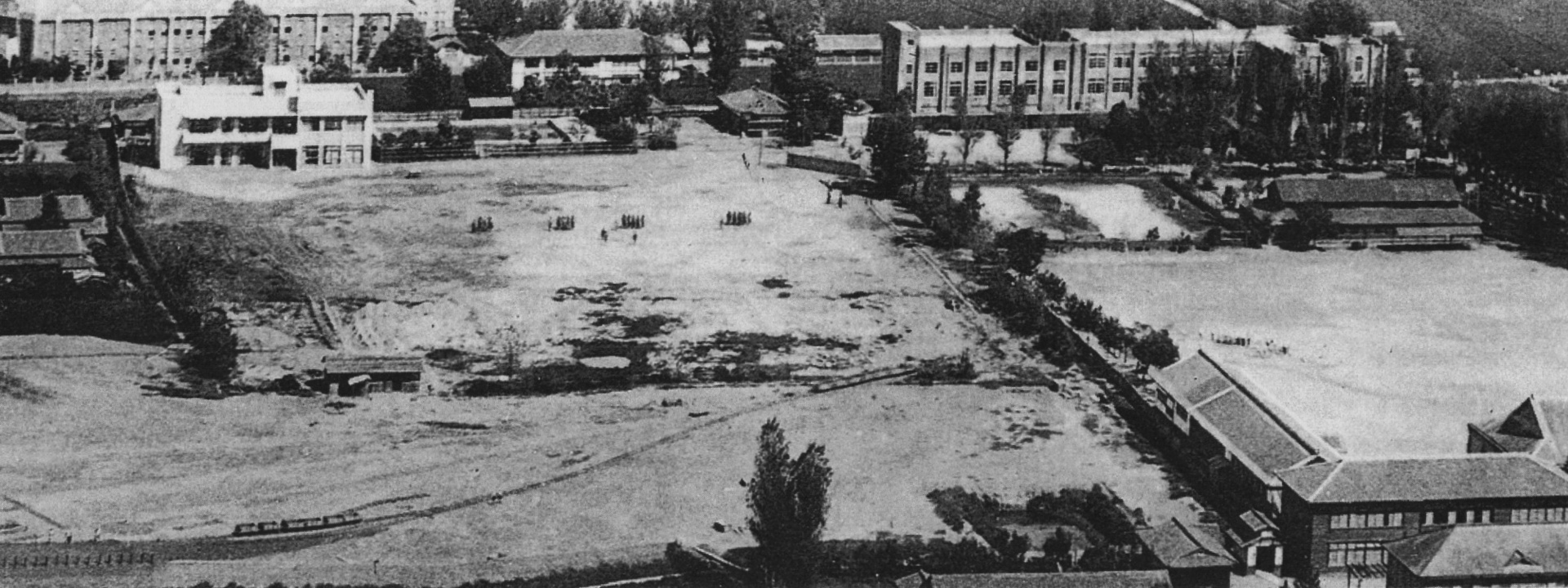
1938年の松山高等商業学校

- 1923年（大正12年）4月 - 松山高等商業学校創立、北予中学校の一部を借りて授業開始。
- 1924年（大正13年）
  - 4月 - 新校舎（現在地）に移転。
  - 10月 - 開校式挙行。
- 1925年（大正14年）
  - 5月 - 卒業生に対して実業教員無試験検定認可。
  - 6月 - 卒業生に対して東北帝国大学法文学部への入学資格認定。
  - 7月 - 卒業生に対して九州帝国大学法文学部への入学資格認定。
  - 10月 - 卒業生に対して陸軍主計生志願資格認定。
- 1926年（大正15年）4月 - 文部省から高等学校大学予科と同等以上と認定される[11]。
- 1927年（昭和2年）9月 - 卒業生に対して計理士無試験検定認可。
- 1928年（昭和3年）8月 - 講堂竣工。
- 1929年（昭和4年）
  - 4月 - 卒業生に対して神戸商業大学への入学資格認定。
  - 7月 - 校旗を制定。
- 1931年（昭和6年）3月 - 定員を300名とする。
- 1934年（昭和9年）
  - 1月 - 卒業生に対して東京商科大学への入学資格認定。
  - 5月 - 渡部校長拉致監禁事件起こる[12]。
- 1935年（昭和10年）
  - 3月 - 入試会場を大阪（のち京都）と福岡に設ける。
  - 6月 - 商事調査部規程制定。
- 1938年（昭和13年）1月 - 定員を450名とする。
- 1940年（昭和15年）
  - 9月 - 定員を600名とする。
  - 12月 - 校友会解散、報国団結成。
- 1941年（昭和16年）4月 - 校訓「三実」を明文化する。
- 1944年（昭和18年）
  - 3月 - 松山経済専門学校と改称。
  - 4月 - 工専に転換した福知山高等商業学校の生徒約280名を受け入れる。
- 1945年（昭和20年）7月 - 空襲により木造校舎および備品全焼。
- 1947年（昭和22年）5月 - 復興昇格委員会設置。
- 1949年（昭和24年）4月 - 新制松山商科大学設立、商経学部を設置。
- 1951年（昭和26年）
  - 3月 - 旧制松山経専最後の卒業式を挙行。
  - 12月 - 旧制松山経専廃止。

## 歴代校長
- 初代 加藤彰廉（1923年-1933年）
- 第2代 渡部善次郎（1933年-1934年）
- 第3代 田中忠夫（1934年-1947年）
- 第4代 伊藤秀夫（1947年-1951年）

## 校歌
松山高等商業学校校歌（1926年制定）
作詞：沼波武夫、作曲：山田耕筰
一、

松山高商この名に栄あれ

校訓三実我身に体して

学ばゝ行ひ習はゞ為さんと

誓ひし若人こゝにぞ集へる
二、

伊予灘その水世界に続けり

名城聳ゆる空また通へり

遥に連なる山々島々

望めば心は宇内にひろがる
三、

武力の戦無き時あれども

経済戦争止む折あらめや

これにぞ日本を強国たらせむ

務は丈夫我等の務ぞ
四、

向上の一路必ず険難

百折不撓は男児の本領

勇猛精進三実報国

松山高商この名に栄あれ
※戦後の松山商科大学は、旧松山高商校歌から3番の歌詞を削除し、「高商」を「商大」と改めて松山商大校歌とした。

## 高専スポーツ界の強豪
『全国上級学校大観』で「野球部は全国高専界に君臨してゐる」「柔剣道も強い」と紹介されており、スポーツの強豪校として世に知られていたことがうかがえる。
- 1930年 - 全国高専剣道大会で優勝
- 1931年 - 全国高専剣道大会で優勝
- 1933年 - 全国高専野球大会で準優勝（優勝は横浜高商）
- 1936年 - 全国高専剣道大会で優勝
- 1937年 - 全国高商柔道大会で優勝
- 1938年 - 全国高商柔道大会で優勝
- 1939年 - 全国高商柔道大会で優勝
- 1940年 - 全国高専ラグビー大会で準優勝（優勝は慶大予科）、全国高専柔道大会で優勝
- 1942年 - 全国高商水上競技大会で優勝、全国高商剣道大会で準優勝

## 校地の変遷と継承
1923年の開校時は北予中学校（松山市大字鉄砲町）の新築校舎の2階3室を借りて授業を行っていたが、翌年4月に同市大字味酒字井ノ口（現・文京町）の新校舎に移転し、戦後の松山商科大学→松山大学に継承され今日に至っている。

## 主な教員
- 住谷悦治 - 経済学者、同志社総長
- 松本新八郎 - 歴史学者
- 木場深定 - 哲学者
- 星野通 - 法学者、松山商科大学学長
- 西依六八 - 経営学者
- 佐伯光雄 - 会計学者
- 古川洋三 - 保険学者
- 大鳥居蕃 - 国際経済学者
- 賀川英夫 - 経済学者
- 吉田昇三 - 経済学者
- 浜一衛 - 中国語

## 著名な出身者
- 作道洋太郎 - 経済学者
- 神森智 - 会計学者、松山大学学長
- 豊住崟 - ダイハツ工業社長

## 関連書籍
- 井上要 『北予中学・松山高商楽屋ばなし』 1933年
- 『全国上級学校大観』 欧文社、1938年
- 学校法人松山商科大学 『松山商科大学三十年史』 1953年
- 松山商科大学六十年史編纂委員会 『松山商科大学六十年史』 〈資料編〉 1985年
- 青野勝広 『加藤彰廉校長の下での松山高等商業学校の経営・教育と松山大学』 松山大学総合研究所、2014年
- 川東竫弘 『松山高商・経専の歴史と三人の校長』 愛媛新聞サービスセンター、2017年 ISBN 978-4-86087-131-4
- 川東竫弘 『伊藤秀夫と松山商科大学の誕生』 株式会社エス・ピー・シー、2018年 ISBN 978-4-89983-251-5